# Дрейк, Эдвин
Эдвин Лорентайн Дрейк  (англ. Edwin Laurentine Drake, известный как Полковник Дрейк; 29 марта 1819, Гринвилл, штат Нью-Йорк — 9 ноября 1880, Бетлехем, Пенсильвания) — американский нефтяник, которому обычно приписывают первенство в вопросе о производстве разведочного бурения в поисках нефти в США.

## Биография

### Ранние годы
Детство и раннюю юность Эдвин Дрейк провел на семейных фермах в штатах Нью-Йорк и Вермонт. Покинув дом в возрасте 19 лет, он начал свою карьеру с работы на железной дороге. Вначале он был офисным клерком, а затем агентом по продаже билетов и кондуктором. Как и многие американцы того времени, носившие униформу (пусть даже и железнодорожную), Дрейк начинает называть себя полковником, хотя в армии он никогда не служил и воинского звания не имел. Летом 1857 года Дрейк заболел и был вынужден покинуть работу, но сохранил привилегии железнодорожного служащего, в том числе право бесплатного проезда по железной дороге, что в то время было весьма внушительным бонусом.

### Карьера нефтяника
Хотя качества нефти как топлива уже были достаточно хорошо известны, сколь-нибудь развитого нефтяного рынка в США не существовало. Одной из первых нефтяных компаний была Seneca Oil, основанная Джорджем Бисселом и Джонатаном Ивлетом. Они создали компанию после появления первых сообщений о том, что нефть из фонтана в Тайтусвилле, шт. Пенсильвания, может быть пригодна для использования в качестве топлива для ламп (изначально в лампы заправлялся китовый жир). Биссел пришёл к выводу, что нефть из фонтана может быть практической альтернативой жиру, если будет разработан метод её добычи в промышленных количествах. Но интерес к горно-нефтяной компании (первоначальное название Seneca Oil — Pennsylvania Rock Oil Company) был довольно низок. Именно в этот момент несколько акций Seneca Oil купил Эдвин Дрейк. Перспективу его работы на компанию открыло случайное личное знакомство с Бисселом и Ивлетом (они остановились в одной гостинице в Тайтусвилле). Узнав, что Дрейк, как бывший железнодорожник, имеет право бесплатного пользования железнодорожным транспортом, владельцы предложили ему работу геологоразведчика за $ 1000 в год. Дрейк решил искать нефть не на поверхности, а воспользоваться опытом соледобытчиков, которые, для того чтобы добраться до сырья, бурили скважины. Но поскольку первые попытки Дрейка обнаружить нефть были безрезультатными, то компания уволила его и отказалась финансировать его проект. Дрейку пришлось обратиться за средствами на продолжение поиска нефти к друзьям. 27 августа 1859 года на глубине 69,5 футов (21 м) бур достиг нефти. Её начали выкачивать при помощи обыкновенной помпы. Скважина Дрейка в городе Тайтусвилл теперь является музеем.
Дрейк создал собственную нефтяную компанию. Изначально он добывал 25 баррелей нефти в день. Но деловые качества Дрейка оказались довольно слабыми. Он забыл запатентовать свой метод бурения, а к 1863 году потерял все деньги на биржевых спекуляциях, оказавшись совершенно разоренным. В 1872 году штат Пенсильвания учредил ему специальную пенсию $1500 в год за заслуги перед нефтяной индустрией. Он умер 9 ноября 1880 года в пенсильванском городе Бетлехеме. Он и его жена похоронены в Тайтусвилле. Рядом построен мемориал в его честь.

### Приоритет
Приоритет Дрейка в отношении промышленной добычи нефти из скважин никогда не был общепризнанным. Регулярно появлялись и продолжают появляться сведения о скважинах в Биби-Эйбате (Российская империя), в Германии, в Канаде. Даже в США приоритет Дрейка оспаривает скважина инженера Уильямса в Энискиллене. Но даже если и признать за этими скважинами приоритет по времени, то именно метод, использованный Эдвином Дрейком получил наиболее широкое распространение и стал, по сути, основой всей последующей разработки залежей углеводородов.

### Личная жизнь
Во время начала своей карьеры железнодорожного служащего, Дрейк женился на Филене Адамс, которая умерла при рождении их второго ребёнка в 1854 году. Три года спустя, в 1857 году, Дрейк женился вторично, на этот раз на Лоре Дод, которая была на 16 лет моложе него.